# Edward Lloyd
Edward Lloyd (Canterbury, 1648 – Londra, 15 febbraio 1713) è stato un imprenditore britannico.

## Biografia
Nel 1688 aprì una coffee house vicino alla Tower of London; in breve la caffetteria di Lloyd divenne una delle più rinomate di Londra. Nel 1696 fondò il bollettino di navigazione Lloyd's News, da cui sorse successivamente la compagnia assicuratrice Lloyd's.